# آفتاب‌پرست (فیلم ۲۰۱۱)
آفتاب‌پرست (به تلگو: Oosaravelli) فیلمی محصول سال ۲۰۱۱ و به کارگردانی سوراندر ردی است. در این فیلم بازیگرانی همچون ان.تی راما رائو، تمنا باتیا، شمس‌الدین ابراهیم، پایال غوش، رحمان، پراکاش راج، ویدیوت جاموال ایفای نقش کرده‌اند.